# 에드먼즈 칼리지
에드먼즈 칼리지(Edmonds College, 과거 교명: 에드먼지 커뮤니티 칼리지, Edmonds Community College)는 미국 워싱턴주 린우드에 위치한 공립 커뮤니티 칼리지이다. 해마다 17,000명 이상의 학생들이 칼리지의 학위 또는 인증을 받기 위해 수업을 듣는다. 이 칼리지에 고용된 직원 수는 1,300명으로, 126명의 전업 교수, 283명의 파트타임 교수, 그리고 267명의 학생으로 구성된다.